# Aurora af Helsingborg
Die Aurora af Helsingborg ist ein 1992 in Dienst gestelltes Fährschiff der schwedischen Reederei Öresundslinjen, das auf der Strecke von Helsingborg nach Helsingør im Einsatz steht.

## Geschichte
Die Aurora af Helsingborg entstand unter der Baunummer 157 in der Tangen Verft in Kragerø und lief am 6. Juli 1991 für die Reederei SweFerry vom Stapel. Der ursprünglich angedachte Name Magnus Stenbock wurde verworfen. Nach der Ausrüstung des Schiffes in der Werft von Langsten Slip & Båtbyggeri in Tomrefjord und seiner Ablieferung am 5. März 1992 nahm es am 5. April unter Bereederung der Scandlines den Fährbetrieb zwischen Helsingborg und Helsingør auf. Das Schwesterschiff der Aurora af Helsingborg ist die ein Jahr zuvor in Dienst gestellte Tycho Brahe, die sich optisch von ihr durch ihre nicht verglasten Brückennocken unterscheidet.
1998 ging die Aurora af Helsingborg nach sechsjähriger Bereederung in den Besitz der Scandlines über. Im Jahr darauf klagte die Reederei vergebens gegen eine Übernahme von SweFerry durch den Konkurrenten Stena Line. Im Januar 2015 wurde HH Ferries in Helsingborg der neue Eigentümer des Schiffes. Diese betrieben die Fähre zunächst ab 2018 unter dem Reedereinamen ForSea, dann seit Oktober 2023 als Öresundslinjen. Trotz dieser Änderungen ist die Aurora af Helsingborg weiter auf derselben Fährlinie seit ihrer Jungfernfahrt 1992 im Einsatz.
Am 26. Januar 2024 ereignete sich auf einer Überfahrt von Helsingborg nach Helsingør ein Zwischenfall an Bord des Schiffes, als ein Passagier über Bord ging. Er konnte von der zur Hilfe gekommenen Personenfähre Pernille gerettet und später in ein Krankenhaus gebracht werden.

## Umrüstung auf batterieelektrischen Betrieb
Das Fährschiff und sein Schwesterschiff Tycho Brahe wurden 2018 auf batterieelektrischen Betrieb umgerüstet. Das Laden der Schiffe erfolgt vollautomatisch mithilfe eines Roboterarms und dauert fünf bis neun Minuten für die Überfahrt von 20 Minuten. Eine Strecke benötigt circa 1.175 kWh, die Batterien haben eine Kapazität von 4.160 kWh. Durch die Umrüstung konnten die CO2-Emissionen auf der Strecke um etwa 65 % reduziert werden, indem die beiden umgerüsteten Schiffe den Großteil des Fahrplans bestreiten. Die Dieselmotoren verblieben auf dem Schiff, so dass das Schiff auch mit entladenen Batterien fahrtüchtig bleibt.
Die EU unterstützte die Umrüstungen im Rahmen von Connecting Europe Facility mit rund 13,15 Mio. Euro. Die Gesamtkosten der Umrüstungen beliefen sich auf 300 Mio. SEK (knapp 30 Mio. Euro).